# Polisportiva Dinamo 2017-2018
Questa voce raccoglie le informazioni riguardanti la Polisportiva Dinamo nelle competizioni ufficiali della stagione 2017-2018.

## Stagione
La stagione 2017-2018 della Polisportiva Dinamo sponsorizzata Banco di Sardegna, è la'8ª nel massimo campionato italiano di pallacanestro, la Serie A.

## Maglie
| Casa | Trasferta | Europa |

## Roster
Aggiornato al 4 aprile 2018.
| Banco di Sardegna Sassari 2017-18 | Banco di Sardegna Sassari 2017-18 |
| Giocatori                         | Staff tecnico                     |
| --------------------------------- | --------------------------------- |

| N. | Naz.                                       | Ruolo | Nome                 | Anno | Alt.   | Peso   |  |
| -- | ------------------------------------------ | ----- | -------------------- | ---- | ------ | ------ |  |
| 0  | Italia (bandiera)                          | P     | Marco Spissu         | 1995 | 184 cm | 79 kg  |  |
| 3  | Stati Uniti (bandiera)                     | AP    | Josh Bostic          | 1987 | 196 cm | 102 kg |  |
| 4  | Stati Uniti (bandiera) · Kosovo (bandiera) | G     | Scott Bamforth       | 1989 | 188 cm | 85 kg  |  |
| 6  | Croazia (bandiera)                         | C     | Darko Planinić       | 1990 | 211 cm | 113 kg |  |
| 8  | Italia (bandiera)                          | GA    | Giacomo Devecchi (C) | 1985 | 196 cm | 88 kg  |  |
| 20 | Stati Uniti (bandiera)                     | GA    | Levi Randolph        | 1992 | 198 cm | 95 kg  |  |
| 20 | Italia (bandiera)                          | AP    | Lorenzo Bucarelli    | 1998 | 194 cm | 90 kg  |  |
| 21 | Canada (bandiera)                          | A     | Dyshawn Pierre       | 1993 | 198 cm | 104 kg |  |
| 22 | Stati Uniti (bandiera) · Kosovo (bandiera) | C     | Shawn Jones          | 1992 | 203 cm | 107 kg |  |
| 24 | Croazia (bandiera)                         | PG    | Rok Stipčević        | 1986 | 186 cm | 86 kg  |  |
| 25 | Stati Uniti (bandiera)                     | P     | Will Hatcher         | 1984 | 188 cm | 85 kg  |  |
| 33 | Italia (bandiera)                          | AG    | Achille Polonara     | 1991 | 205 cm | 102 kg |  |
| 34 | Italia (bandiera)                          | G     | Andrea Picarelli     | 1996 | 196 cm | 88 kg  |  |
| 45 | Brasile (bandiera) · Italia (bandiera)     | A     | Jonathan Tavernari   | 1987 | 196 cm | 106 kg |  |
| -  | Italia (bandiera)                          |       | Giuseppe Bergonzi    | 2001 |        |        |  |
| -  | Italia (bandiera)                          |       | Simone Casula        | 1999 |        |        |  |
| -  | Italia (bandiera)                          | P     | Ezio Galizzi         | 2000 | 183 cm | 75 kg  |  |

| Allenatore                                                                                   |
| - Federico Pasquini (fino al 3 aprile) - / Zare Markovski (dal 3 aprile)                     |
| Assistente/i                                                                                 |
| - Giacomo Baioni - Paolo Citrini Legenda - (C) Capitano - (IN) Inattivo - Infortunato Roster |

## Mercato

### Sessione estiva
| Acquisti | Acquisti             | Acquisti          | Acquisti      | Acquisti |
| R.       | Nome                 | da                | Modalità      |          |
| -------- | -------------------- | ----------------- | ------------- | -------- |
| G        | Scott Bamforth       | Bilbao Berri      | definitivo    |          |
| GA       | Levi Randolph        | Scandone Avellino | definitivo    |          |
| P        | Will Hatcher         | Partizan          | definitivo    |          |
| AG       | Achille Polonara     | Pall. Reggiana    | definitivo    |          |
| C        | Shawn Jones          | Scandone Avellino | definitivo    |          |
| C        | Darko Planinić       | Gran Canaria      | definitivo    |          |
| A        | Dyshawn Pierre       | Braunschweig      | definitivo    |          |
| A        | Jonathan Tavernari   | Mens Sana Siena   | definitivo    |          |
| P        | Marco Spissu         | Virtus Bologna    | fine prestito |          |
| C        | Francesco Pellegrino | Kleb Ferrara      | fine prestito |          |
| AP       | Lorenzo Bucarelli    | Mens Sana Siena   | definitivo    |          |
| G        | Andrea Picarelli     | Jesi Academy      | definitivo    |          |

| Cessioni | Cessioni             | Cessioni            | Cessioni       | Cessioni |
| R.       | Nome                 | a                   | Modalità       |          |
| -------- | -------------------- | ------------------- | -------------- | -------- |
| AG       | Duško Savanović      |                     | ritirato       |          |
| A        | Brian Sacchetti      | Brescia             | fine contratto |          |
| GA       | David Lighty         | ASVEL               | fine contratto |          |
| G        | Trevor Lacey         | Lokomotiv Kuban'    | fine contratto |          |
| P        | Diego Monaldi        | V.L. Pesaro         | fine contratto |          |
| C        | Francesco Pellegrino | Amici Pall. Udinese | prestito       |          |
| C        | Gani Lawal           | Karesi Spor         | fine contratto |          |
| AP       | Lorenzo Bucarelli    | Dinamo Cagliari     | prestito       |          |
| A        | Michele Ebeling      | Dinamo Cagliari     | prestito       |          |
| AP       | Josh Carter          | Limoges CSP         | fine contratto |          |
| PG       | Lorenzo D'Ercole     | Scandone Avellino   | fine contratto |          |
| PG       | David Bell           | A. Costa Imola      | fine contratto |          |
| C        | Tautvydas Lydeka     | Free agent          | fine contratto |          |

### Dopo l'inizio della stagione
| Acquisti | Acquisti          | Acquisti        | Acquisti        | Acquisti      |
| R.       | Nome              | da              | Data            | Modalità      |
| -------- | ----------------- | --------------- | --------------- | ------------- |
| AP       | Josh Bostic       | Zara            | 29 gennaio 2018 | definitivo    |
| ALL      | Zare Markovski    | Free agent      | 3 aprile 2018   | definitivo    |
| AP       | Lorenzo Bucarelli | Dinamo Cagliari | 29 aprile 2018  | fine prestito |

| Cessioni | Cessioni      | Cessioni   | Cessioni        | Cessioni    |
| R.       | Nome          | a          | Data            | Modalità    |
| -------- | ------------- | ---------- | --------------- | ----------- |
| GA       | Levi Randolph | Strasburgo | 31 gennaio 2018 | rescissione |